# لین یوئه‌می
لین یوئه‌می (چینی: 林月美; پین‌یین: Lín Yuèměi؛ زادهٔ ۲۹ ژانویهٔ ۱۹۹۴) ورزشکار ماده تفنگ بادی رشته تیراندازی اهل چین است.
او واجد شرایط نمایندگی چین در بازی‌های المپیک تابستانی ۲۰۲۰ شده‌است.
وی در مسابقات کشوری و بین‌المللی در مجموع برندهٔ ۱ مدال طلا شده‌است.